# Matrozenkraag
Een matrozenkraag, bij de marine ook wel braniekraag of baadje genoemd, is een soort kraag die deel uitmaakt van een traditioneel matrozenpak. De omgeslagen randen van de kraag liggen als twee driehoeken over de schouders en vormen op de rug een vierkant, veelal met een verticale plooi in het midden. Er bestaan zowel losse matrozenkragen, die men bijvoorbeeld boven een vest draagt, als geïntegreerde kragen. Vaak wordt de matrozenkraag afgewerkt met decoratief touw. De halsuitsnijding toont zich aan de voorkant als een diepe V-hals.

## Oorsprong
Dat de matrozenkraag zijn oorsprong kent in de Pruisische marine, waar matrozen een handdoek over de schouders drapeerden om hun matrozenpak te beschermen tegen vlekken van hun vaak ingeteerde haarvlechten, klopt wellicht niet. De vlechten waren immers al verdwenen toen de matrozenkraag zijn intrede deed. Hoe de matrozenkraag dan wel is ontstaan, is onduidelijk.

## Modegeschiedenis
Het matrozenpak werd halverwege de 19e eeuw een populaire tenue voor kinderen. Ook meisjes kregen een matrozenpakje met bijhorende kraag aangemeten, maar dan als een jurk, de zogenaamde sailor dress. Matrozenpakjes leven voort in de schooluniforms van verschillende Aziatische landen, waarvan Japan met z'n seifuku (sailor fuku) wellicht het bekendste voorbeeld is.
Hoewel volledige matrozenpakjes nooit zijn doorgebroken in de mode voor volwassen mannen of vrouwen, hebben marinières en matrozenkragen in de 20e eeuw wel hun weg gevonden naar de confectie én haute couture.

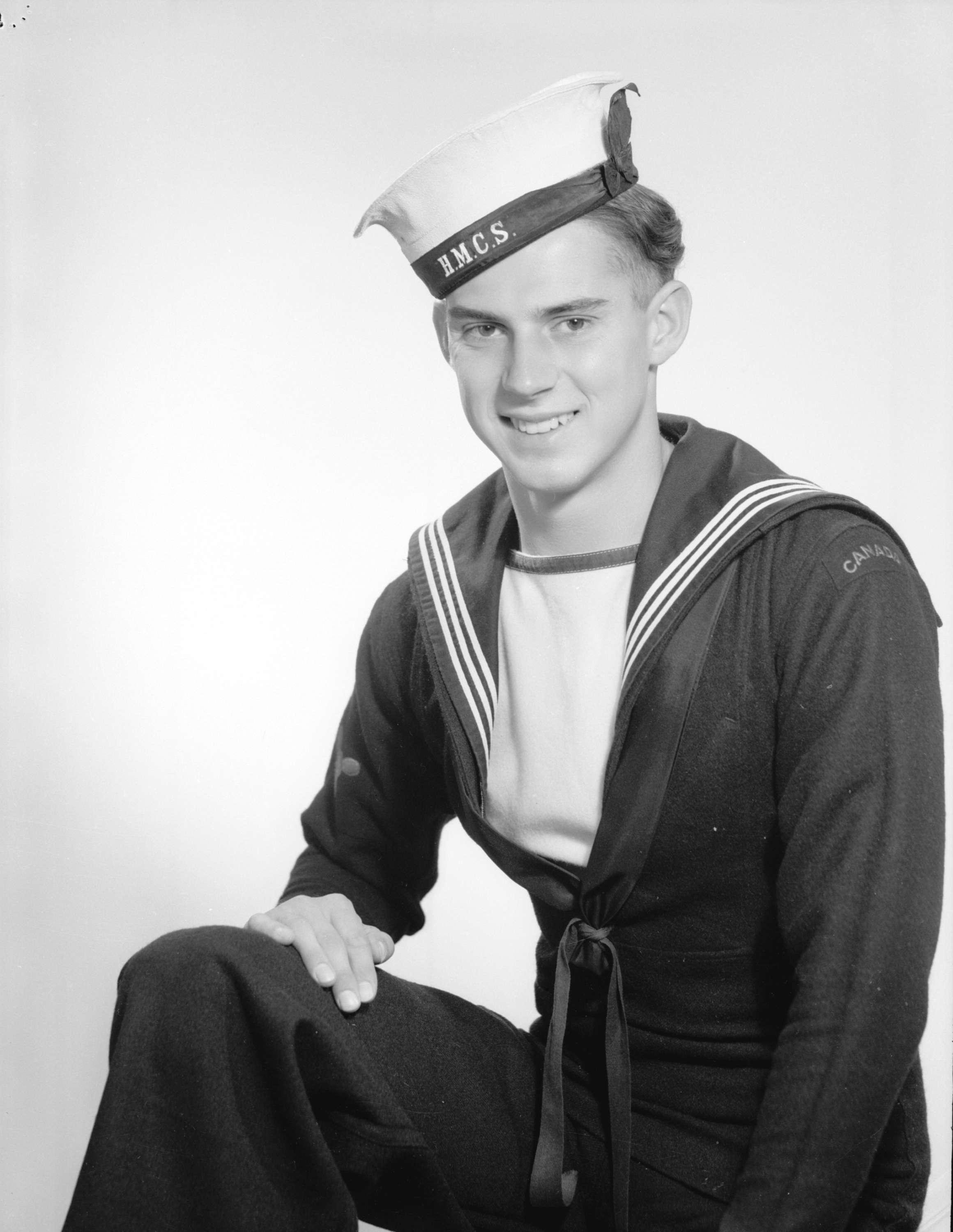
Een matroos in de Amerikaanse marine draagt een matrozenpak met een diepe kraag, 1944.
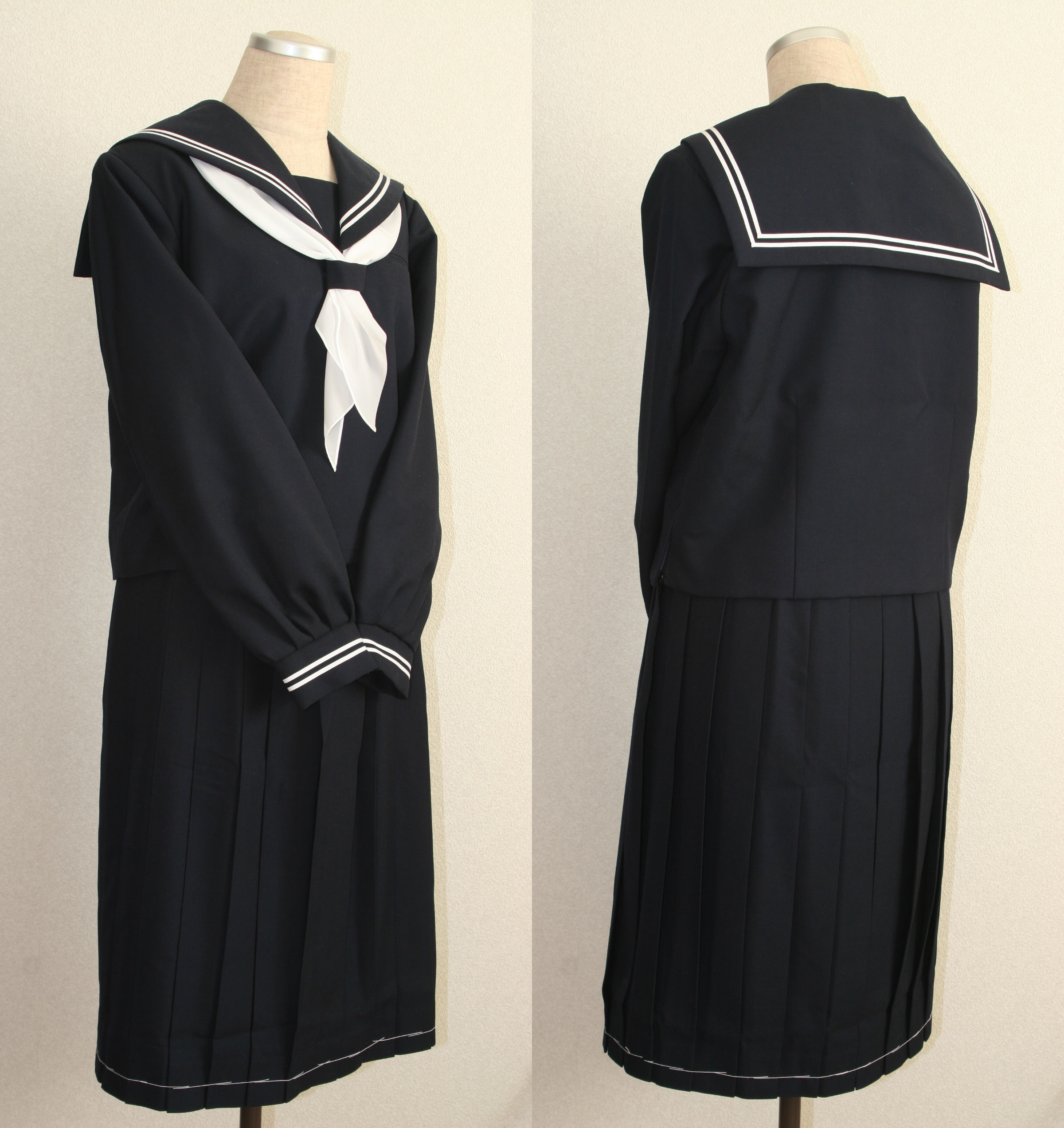
Een Japans schooluniform voor meisjes, winterversie met lange mouwen.